# Mistrzostwa Polski w Tenisie Stołowym 2000
Mistrzostwa Polski w Tenisie Stołowym 2000 – 68. edycja mistrzostw, która odbyła się w dniach 3–5 marca 2000 roku w Koninie.

## Medaliści[1]
| Konkurencja             | Złoty                                                               | Srebrny                                                                   | Brązowy |
| Gra pojedyncza mężczyzn | Lucjan Błaszczyk (TTC Grenzau)                                      | Bartosz Such (Odra Księginice)                                            | Marcin Kusiński (Warrior Ostróda) Tomasz Krzeszewski (Warrior Ostróda)                                                                                    |
| Gra pojedyncza kobiet   | Kinga Stefańska (Siarka Tarnobrzeg)                                 | Agnieszka Gieraga (Zagrodniki Łódź)                                       | Izabela Frączak (Zagrodniki Łódź) Monika Pietkiewicz (LUKS Stawiguda)                                                                                     |
| Gra podwójna mężczyzn   | Lucjan Błaszczyk (TTC Grenzau) Tomasz Krzeszewski (Warrior Ostróda) | Witold Kołodziejczyk (Odra Księginice) Jakub Kosowski (Odra Księginice)   | Grzegorz Adamiak (TKS Piaseczno) Dariusz Kich (Olimpia Grudziądz) Michał Dziubański (TTTC Fulda) Krzysztof Kaczmarek (Odra Księginice)                    |
| Gra podwójna kobiet     | Alina Mikijaniec (AZS PW Wrocław) Anna Januszyk (Siarka Tarnobrzeg) | Patrycja Molik (AZS WSP Częstochowa) Anna Smykowska (AZS WSP Częstochowa) | Magdalena Górowska (Bronowianka Kraków) Marta Piłka (Bronowianka Kraków) Kinga Stefańska (Siarka Tarnobrzeg) Wanda Lityńska-Sydorenko (Siarka Tarnobrzeg) |
| Gra mieszana            | Lucjan Błaszczyk (TTC Grenzau) Jolanta Pękała-Langosz (Iskra Konin) | Tomasz Krzeszewski (Warrior Ostróda) Paulina Narkiewicz (AZS PW Wrocław)  | Marcin Kusiński (Warrior Ostróda) Dorota Djaczyńska-Nowacka (Iskra Konin) Michał Dziubański (TTC Fulda) Kinga Stefańska (Siarka Tarnobrzeg)               |